# 索里塔德尔迈斯特拉斯戈
索里塔德尔迈斯特拉斯戈，是西班牙瓦伦西亚自治区卡斯特利翁省的一个市镇。总面积69平方公里，总人口137人（2001年），人口密度2人/平方公里。